# Dibuixos del dissabte matí
Un dibuix animat de dissabte al matí (terme emprat de l'anglès "Saturday-morning cartoon") és un terme col·loquial per a la programació original de televisió amb dibuixos animats que normalment estava programada els dissabtes al matí als Estats Units a les principals cadenes de televisió.

## Origen
Aquest gènere va néixer quan es van perfeccionar tècniques d'animació limitades, cosa que va permetre produir dibuixos animats molt econòmics i molt competitius en comparació amb programes de televisió amb actors reals. A més de la productora Filmation, Hanna-Barbera va ser la protagonista d'aquesta època televisiva. Les normes federals sobre televisió educativa recomanaven emetre programació infantil els dissabtes al matí.

## Desenvolupament (dècades 60-90)
La popularitat del gènere va tenir un ampli auge des de mitjan anys seixanta fins a mitjan anys noranta; després d'aquest punt, va disminuir, davant les modificacions de les normes culturals, augmentar la competència dels formats disponibles en tot moment i de les regulacions més intenses.
Als Estats Units, els horaris generalment acceptats per a aquests i altres programes infantils per emetre els dissabtes al matí eren de 8.00 a migdia Hora de l'est. Fins a finals dels anys 70, les xarxes nord-americanes també tenien un programa de programació infantil els diumenges al matí, tot i que la majoria de programes en aquest moment eren repeticions de programes de dissabte al matí que ja estaven fora de producció.

Logotip de capçalera de la sèrie d'animació produïda per Filmation

En alguns mercats, alguns espectacles del tipus "dissabte matí" es van adquirir per anticipat a favor de programacions locals en redifusió o d'altres tipus.
Aquesta franja horària de televisió també fou anomenada: "ràdio il·lustrada" (un terme encunyat per Chuck Jones), perquè aquest tipus de dibuixos animats confiaven molt més en l'habilitat dels actors de veu, la música i els efectes de so, més que en la qualitat dels dibuixos i animació.
Durant les dues darreres dècades de l'existència del gènere, els dibuixos animats de dissabte al matí van ser creats i publicats principalment per complir els mandats federals de la televisió educativa o E / I més que per la demanda dels espectadors.

## Decadència i desaparició
Aquesta franja horària va disminuir a la dècada de 1980, per diverses raons, entre elles:
- El naixement de les primeres xarxes de redifusió que emetien programes amb una major llibertat artística, no sent adquirits a les productores tradicionals, fora dels marcs habituals i que, en virtut de les majors possibilitats econòmiques, tenien un programa animat més recent i de millor qualitat (GI Joe, Transformers, He-Man i els senyors de l'univers). També hi va contribuir a la difusió d'animes com la sèrie animada de 1995, Robotech.

- L'enlairament del mercat dels reproductors i cintes de vídeo domèstic, l'oferta de la qual estava principalment composta per llargmetratges d'animació de gran qualitat, com els clàssics de Disney; que només podrien fomentar comparacions desfavorables amb dibuixos animats limitats.

- El refermament de xarxes de cable, com ara Nickelodeon i Cartoon Network; aquest últim, emetent dibuixos durant tota la setmana, va devaluar definitivament la franja horària del dissabte al matí.

Els dibuixos animats del dissabte al matí es van suspendre en gran manera al Canadà el 2002. Als Estats Units, la cadena CW va continuar emetent dibuixos no relacionats amb les directrius E / I fins al 2014; Entre les principals grans productores tradicionals "Big Three" (ABC, CBS i NBC), l'últim dibuix animat que no s'adapta a les recomanacions E / I (Kim Possible) es va emetre per última vegada el 2006.

## Actualitat
Les cadenes de televisió menors, a més de la cadena pública no comercial PBS, continuen emetent la programació animada dissabte.
Les cadenes de televisió per cable han revifat la pràctica de debutar la seva programació animada més popular els dissabtes al matí de manera esporàdica.